# .cz
A .cz Csehország internetes legfelső szintű tartomány kódja.
Mielőtt Csehszlovákia 1993-ban kettévált volna, addig a .cs domain volt használatban.